# Тиазолидиндионы

Тиазолидиндионы

Тиазолидиндионы (глитазоны) — 5-замещенные производные 1,3-тиазолидин-2,4-диона. Многие тиазолидиндионы используются в качестве гипогликемических средств.
На 2006 год в России были зарегистрированы два препарата класса тиазолидиндионов — пиоглитазон и росиглитазон.

## Фармакологические свойства
Тиазолидиндионы проявляют эффекты путём уменьшения инсулинорезистентности. На рынке доступны росиглитазон и пиоглитазон. Троглитазон был первым в своем классе, но был отменен, поскольку вызывал нарушение функции печени. Росиглитазон также имеет серьёзные побочные эффекты вплоть до смертельного исхода. Препараты могут использоваться как в качестве монотерапии, так и в комбинации с другими препаратами.
При терапии пиоглитазоном концентрация липидов низкой плотности остается неизменной, а при терапии росиглитазоном наблюдается увеличение концентрации этой фракции липидов в среднем на 8—16 %.

### Механизм действия
Тиазолидиндионы увеличивают чувствительность к инсулину путём действия на жировую ткань, мышцы и печень, где они увеличивают утилизацию глюкозы и снижают её синтез.
На 2004 год механизм действия тиазолидиндионов не полностью понятен. Они активируют один или более типов рецепторов, активируемых пероксисомным пролифератором (РАПП, англ. PPARs), которые, в свою очередь, регулируют экспрессию генов.

### Эффективность
Пиоглитазон и росиглитазон имеют такую же эффективность или немного меньшую эффективность, как и другие гипогликемические средства. Среднее значение гликозилированного гемоглобина при приеме росиглитазона снижается на 1,2—1,5 %, а концентрация липопротеидов высокой и низкой плотности возрастает. Исходя из данных, можно предположить, что терапия тиазолидиндионами не уступает по эффективности терапии метформином, но по причине дороговизны и наличия побочных эффектов эти препараты не используются для начального лечения диабета.

## Безопасность
Препараты этой группы могут иметь противовоспалительную, антитромботическую и антиатерогенную активность, но, несмотря на это, данные, которые демонстрируют снижение риска сердечно-сосудистых заболеваний, не впечатляющие, а количество побочных эффектов настораживает. Результаты мета-анализов указывают на необходимость осторожности в применении тиазолидиндионов и росиглитазона в частности, до то времени как новые данные не подтвердят или отклонят данные о кардиотоксичности. Более того, необходимо учитывать возможность развития сердечной недостаточности. В такой ситуации не рекомендуется использовать росиглитазон, если есть возможность использовать более безопасные лекарственные средства (метформин, препараты сульфонилмочевины, инсулин).

## Побочные эффекты

### Набор веса и отёки
Все тиазолидиндионы могут увеличить вес. Этот эффект зависит от дозы и продолжительности терапии и может быть значительным. значительная часть набранного веса вызывается задержкой жидкости в организме. Также набор веса может происходить вследствие увеличенной пролиферации адипоцитов. Задержка воды и сердечная недостаточность. Периферические отеки случаются у 4—6 % пациентов, которые принимают тиазолидиндионы (для сравнения, в группе плацебо только 1—2 %). Эта аккумуляция жидкости может привести к возникновению сердечной недостаточности. Задержка жидкости может происходить благодаря активации реабсорбции натрия через эпителиальные натриевые каналы, активность которых увеличивается при стимуляции РАПП-гамма.

### Опорно-двигательный аппарат
Существует много доказательств того, что тиазолидиндионы уменьшают плотность кости и увеличивают риск переломов, особенно у женщин. Абсолютный риск развития перелома мал, но эти препараты не следует использовать у женщин с низкой плотностью костей и наличиями фактора риска переломов.

### Гепатотоксичность
Хотя росиглитазон и пиоглитазон не были ассоциированы с гепатотоксичностью в клинических исследованиях, которые включали 5000 пациентов, были зафиксированы 4 случая гепатотоксичности при терапии этими тиазолидиндионами. Рекомендуется делать пробы функционального состояния печени перед началом терапии и регулярно их повторять.

### Экзема
Терапия росиглитазоном была ассоциированы с возникновением экземы.

### Отёк жёлтого пятна
Частота возникновения данного побочного эффекта неизвестна. Пациента с увеличенным риском развития отёка не должны получать тиазолидиндионы.

### Сердечно-сосудистая система
С одним из тиазолидиндионов, росиглитазоном, клиницисты связали повышенный риск осложнений на сердечно-сосудистую систему и связанный с ним повышенный риск смерти.

## Предотвращение развития сахарного диабета 2 типа
В клиническом исследовании DREAM было показано снижение риска развитие диабета при приёме росиглитазона у пациентов с нарушенной толерантностью к глюкозе и увеличенной концентрацией глюкозы натощак. Это исследование показало, что развитие диабета может быть отсрочено на 1,5 года, но потом риск развития возрастает и становится таким же, как в группе плацебо.